# مومتازون فوروات
مومتازون فوروات (به انگلیسی: Mometasone furoate) یک گلوکوکورتیکوئید است که به صورت موضعی برای کاهش التهاب پوست یا در راه‌های هوایی استفاده می‌شود. این پیش داروی به شکل آزاد مومتازون (INN) است.

## کاربرد
مومتازون فوروات در درمان اختلالات پوستی التهابی (مانند اگزما و پسوریازیس) (فرم موضعی)، رینیت آلرژیک (مانند تب یونجه) (فرم موضعی)، آسم (فرم استنشاق) برای بیماران مقاوم به کورتیکواستروئیدهای کمتر قوی، و فیموزیس یا تنگی غلاف آلت تناسلی استفاده می‌شود. از نظر قدرت استروئید، آن قوی تر از هیدروکورتیزون، و ضعیف تر از دگزامتازون است.